# Carmangay
Carmangay è un villaggio del Canada, situato nella provincia dell'Alberta, nella divisione No. 5.